# قائمة المناطق المحمية في موريتانيا
تحتوي هذه المقالة على المناطق المحمية في موريتانيا.

## قائمة المتنزهات الوطنية
توجد في موريتانيا ثلاث حدائق وطنية:
- حوض أركين الوطني: يقع شمال موريتانيا، يوجد في هذا الحوض أسراب طيور البجع الأبيض والخطاف الملكي.

- منتزه جاولينغ الوطني: محمية طبيعية للطيور تقع في الجنوب الغربي لموريتانيا تستقبل سنويا 230000 نوعا من الطيور تتوزع على 105 نوع من الطيور المائية وتضم أنواع مهاجرة من أوروبا ومن أفريقيا الاستوائية وكذلك أنواع مقيمة (مستوطنة).[1][2][3]

- منتزه أوليغات الوطني:

## مواقع رامسار
دخلت اتفاقية رامسار حيز التنفيذ في موريتانيا في 22 فبراير 1983.
اعتبارًا من يناير 2020، يوجد في البلاد 4 مواقع رامسار، تغطي مساحة 12,406 كلم².